# 威遠県
威遠県（ういゆえん）は、中華人民共和国四川省内江市にある県。

## 概要
威遠県は四川省内江市の北西部に位置し、北緯29°22′～29°47′、東経104°16′～104°53′の間に位置している。東は資中県、西は栄県、南は自貢市、北は仁寿県と接する。県域は西北から東南にかけて傾斜し、丘陵及び低山地帯により構成される。

## 歴史

### 古代
- 583年（開皇3年）- 隋朝により威遠戍が設置された。
- 601年（開皇11年）- 威遠県と改編された。
- 627年（貞観元年）- 唐朝により威遠県は婆日・至如の二つの県に分けられた。
- 634年（貞観8年）- 婆日県と至如県が統合され、威遠県が再置された。

### 中世
- 967年（乾徳5年）- 宋朝により和義県が威遠県に編入された。その後威遠県は元初に廃された。
- 1333年（元統元年）- 元朝により威遠県が再置された。
- 1371年（洪武4年）- 明朝により栄徳県に統合された。
- 1476年（洪武9年）- 威遠県が再置された。
- 1667年（康熙6年）- 清朝により栄県に統合された。
- 1673年（康熙13年）- 威遠県が再置された。

### 近世
- 1680年（康熙20年）- 威遠県が再び栄県に編入された。
- 1729年（雍正7年）- 再び威遠県が設置された。
- 1908年（光緒34年）- 威遠県は上川南道嘉定府に直属された。
- 1911年（宣統3年）- 四川保路運動が起こり、同年11月1日、保路同志軍は威遠を攻略し、独立を宣言し、軍政府を成立させた。

### 近代
- 1912年（民国元年）- 廃道制になり、省が府(州、庁)を管轄し、威遠県は依然として嘉定府に属し、県軍政府は県公署に改名した。
- 1913年（民国2年）- 道制を恢復し、威遠県は上川南道に属し、翌年改め建昌道(統治所は今雅安市)に直属された。
- 1928年（民国17年）- 廃道制となり、県は四川省に直属された。
- 1935年（民国24年）- 威遠県は第2行政督察区資中専員公署に直属された。
- 1950年（民国39年）- 2月資中専員公署は内江に移転し、内江専区と改名され、威遠県は内江専区に直属された。
- 1958年 - 仁寿汪洋区が管轄していた小河鎮(回竜)、碗廠鎮と越渓、白果、青林、太和、両河、玉林、永建の7郷が威遠県に編入された。
- 1968年 - 内江専区が内江地区に改められ、威遠県は内江地区に直属することとなった。
- 1985年 - 内江地区が廃止され地級内江市に改められ、威遠県は内江市に直属している。

### 現代
- 2019年12月4日 - 四川省人民政府によって、一部の鎮が廃止され、その領域は他の鎮に組み込まれた。
  - 舖子湾鎮→厳陵鎮
  - 慶衛鎮→鎮西鎮
  - 靖和鎮→東連鎮
  - 黄荊溝鎮→山王鎮
  - 碗廠鎮→越渓鎮
  - 両河鎮→連界鎮
- 2020年11月 - 政府水利部の小型ダム管理体制改革深化モデルの第1弾県（市・区）に選ばれた。
- 2020年12月 - 第5回四川省文明都市に選ばれた。
- 2021年1月14日 - 農業・農村部弁公庁が公表した第3陣全国農村創業・革新モデル県リストに選ばれた。
- 2021年8月26日 - 天府観光名所の第3陣候補県に選ばれた。
- 2021年9月 - 「2021中国西部TOP100県」に選ばれた。
- 2022年12月 - 「2022中国西部TOP100県」に選ばれた。

## 人気料理
威遠県で一番有名な郷土料理は「羊肉湯」という羊肉で作られたスープ料理である。

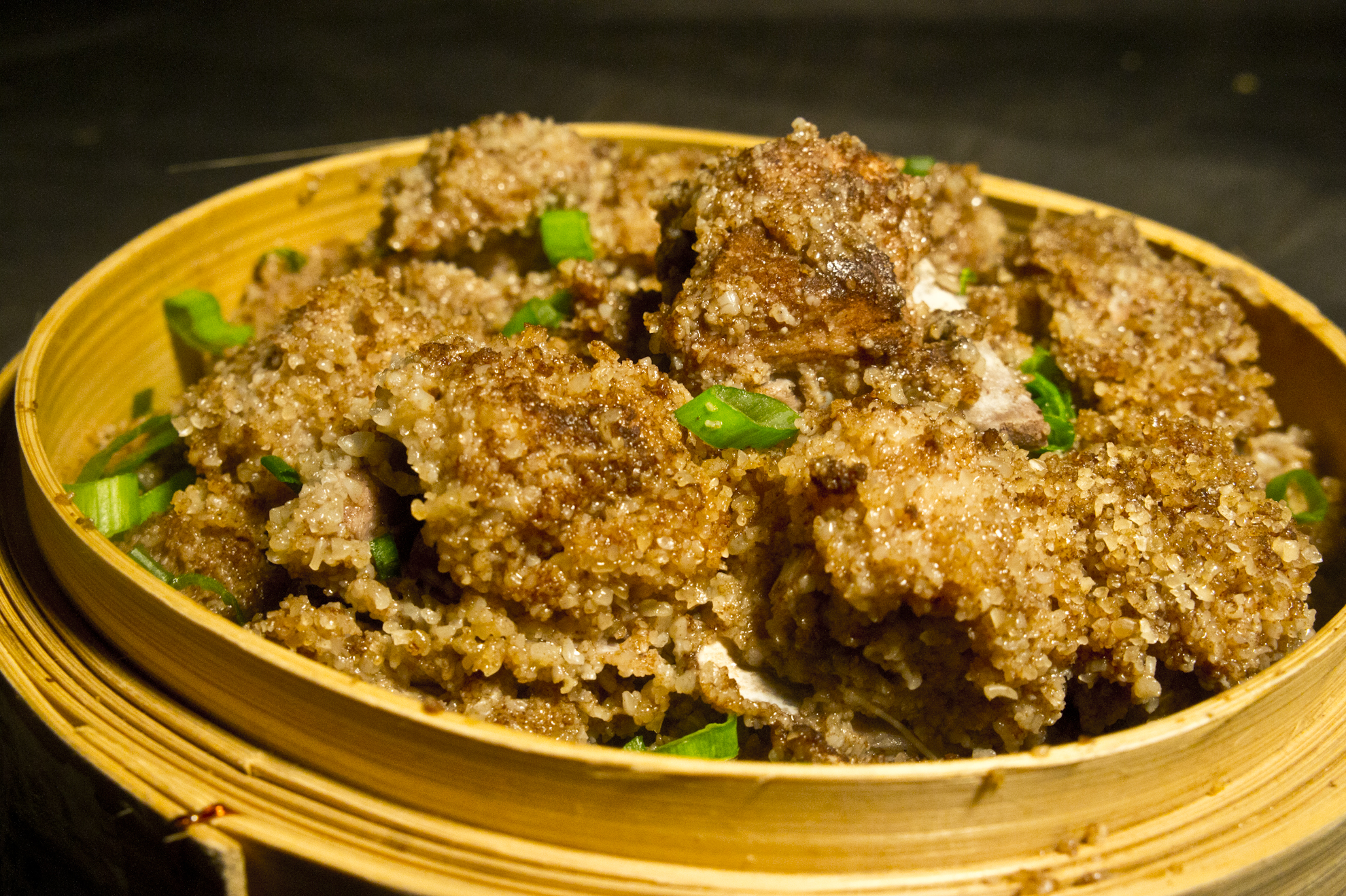
羊肉粉蒸肉

## 行政区画
- 鎮:厳陵鎮、新店鎮、向義鎮、界牌鎮、竜会鎮、高石鎮、東聯鎮、鎮西鎮、山王鎮、観英灘鎮、新場鎮、連界鎮、越渓鎮、小河鎮

## 人口
2024年末、全県の戸籍総人口は672,055人（実際の人口は52.3万人程度）で、年間を通じて戸籍人口が7,152人減少した。出生人口3,222人、出生率4.8‰。死亡人口7,208人、人口死亡率10.7‰、人口自然増加率は-5.9‰。

## 交通

### 道路

#### 高速道路
- 蓉遵高速道路（中国語版）
- 成宜高速道路（S4 成宜高速公路）
- 内荣高速道路（中国語版）（S56 内威荣高速道路）
- 自隆高速道路（S22 自隆高速道路）
- 銅滎高速道路（S48銅梁滎經高速道路）

#### 省道
- 207省道
- 212省道

### 鉄道

#### 貨物鉄道路線
- 資威線(資中──泥河)
- 帰連線(帰徳──連界)
- 連楽線(連界──楽山)

### 高速鉄道
- 蓉昆高速鉄道 成宜線（成都から自貢を経て宜賓に至る）

## 経済・産業

### 農業
威遠県の農業は、良質の食糧と油、豚、野菜、ヤギ、蚕桑、麻竹、茶、レモンなどを主力として、七星椒、カブ、イチジクなどの特色ある農産物も栽培されている。2023年世界イチジク大会は威遠県で開催された。
2022年、穀物作物の作付面積64,149ヘクタール、前年より2.0%増（1,262ヘクタール）。内訳は、穀物36,765ヘクタール・0.3%増。豆類13,779ヘクタール・11.4%増。イモ類13,605ヘクタール・1.9%減。油糧19,417ヘクタール・2.4%増（内ピーナッツ3,277ヘクタール・0.9%増。菜種16,140ヘクタール・2.7%増）。野菜の作付面積は26,383ヘクタール。
2022年、穀物の総生産量は334,176トンで、2.7%減少。内訳は、穀物250,455トン・0.2%増加。豆類25,331トン・24.0%減。大豆19,140トン・29.9%減。イモ類58,390トン・3.2%減。油の総生産量44,254トン・4.9%増（内ピーナッツ6,486トン・1.8%増加、菜種37,768トン・5.5%増）。野菜の生産量は110,441トンで3.9%増。果物の生産量は97,353トンで11.3%増。

### 工業
冶金、建材、化学工業、食品の4つが主要な工業である。
2022年には110社以上の工業企業があり、総生産額は828.3億元に達し、前年比3.6%減少。工業の付加価値は0.1%増加（営業収入817.4億元・3.5%減。製品の販売率100.2 %。GDP成長に対する工業付加価値全体の寄与率は6.3%）。冶金建材、食品飲料、機械製造、医薬化学工業、電力エネルギーなどの基幹産業が急速に発展し、県の5つの基幹産業の生産金額は819.1億元に達し、県規模の工業の割合は98.9%に達した。規模工業企業の利税総額は5.9億元で、そのうち、利潤総額は0.74億元。産業経済性総合指数は77.5%で、前の年より24.5ポイント低下。主要な工業製品の中で、石炭、机械紙とボール紙、ガラス繊維の紗の生産量は急速に増加;コークス、完成鋼材、磁器れんが、陶れんが、耐火材、セメント、粗鋼、プラスチック製品、茶の生産が減少。
- 四川有名企業（四川の民間企業「トップ10」）
  - 四川省川威集団有限公司

### サービス業
威遠県は2021年、社会消費財小売総額119.5億元を達成し、18.4%の増加を達成した。販売地別に見ると、都市部市場は60.3億元で18.3%増加した。農村部市場は59.2億元で18.5%増加した。基準達成の限度額によって見ると、限度額以上の小売販売額は11.4億元で、28.3%増加した。制限額以下の小売販売額は108.1億元で17.4%増加した。
商業施設
- 万達商業管理集団
  - 內江威遠万達広場
- 藍鼎広場

金融機関
- 中国工商銀行(内江威遠支店)
- 中国銀行(威遠支店)
- 内江興隆村鎮銀行(威遠支店)
- 中国農業銀行(威遠支店)
- 四川農信威遠農商銀行(威遠支店)
- 中国建設銀行(威遠支店)
- 中国郵政貯蓄銀行(威遠県支店)
- 四川銀行(内江威遠支店)

## 教育機関
高等学校
- 威遠中学校
- 威遠県竜会中学
- 競力学校（四川省威遠県）
- 威遠県自強中学
- 威遠鳳翔中学（前威遠県第一初級中学）

中学校
- 威遠中学校（初中部）
- 威遠鳳翔中学（初中部）
- 厳陵中学校
- 威遠県自強中学（初中部）
- 新店中学校
- 向義中学校
- 威遠県鎮西中学校
- 厳陵鎮城北中学校

小学校
- 威遠県天成小学校
- 威遠県南暉小学校

- 威遠県花城小学校
- 厳陵鎮中心小学校(本部)
- 厳陵鎮中心小学校(南街校)
- 厳陵鎮中心小学校（糧豊校）（前厳陵鎮糧豊小学校）
- 威遠実験小学校(本部)
- 威遠実験小学校(南塔山校)
- 厳陵鎮河東街小学校
- 厳陵鎮河北街小学校
- 厳陵鎮白塔小学校
- 厳陵鎮一和小学校

幼稚園・保育園
- 威遠県立第一幼稚園
- 威遠県立第二幼稚園
- 威遠外北路幼稚園
- 威遠広場街幼稚園
- 威遠希望幼稚園
- 威遠興欣幼稚園
- 威遠多可愛幼稚園
- 威遠金蘋果幼稚園
- 威遠大風車幼稚園
- 威遠嘉保児幼稚園
- 威遠驕子芸術幼稚園
- 喬登美語幼稚園
- 威遠蒙氏双語幼稚園
- 威遠貝貝幼稚園
- 威遠城市花園修竹幼稚園
- 威遠厳陵センター幼稚園
- 威遠厳陵連合幼稚園
- 威遠厳陵鴨子幼稚園
- 威遠厳陵食豊幼稚園
- 威遠厳陵天山幼稚園
- 威遠厳陵鳳凰幼稚園
- 威遠厳陵自力幼稚園
- 威遠厳陵育才幼稚園
- 威遠厳陵邱家幼稚園
- 威遠厳陵成新幼稚園
- 威遠厳陵春栄幼稚園
- 威遠厳陵博雅幼稚園
- 威遠厳陵金童幼稚園
- 威遠厳陵童星幼稚園
- 威遠厳陵白塔山幼稚園
- 威遠厳陵花椒坡幼稚園
- 威遠厳陵七彩幼年幼稚園
- 威遠厳陵一和桂花幼稚園
- 威遠水晶寶貝幼稚園
- 威遠馨穎才藝芸幼稚園
- 威遠厳陵学府幼稚園
- 厳陵中心学校（糧豊校幼児部）

## 健康・医療・衛生
- 威遠県人民医院
- 威遠県第二人民医院
- 威遠県第三人民医院
- 威遠県中医院
- 威遠県現代医院
- 威遠県同心医院
- 威遠県迪森医院
- 威遠県婦幼保健院
- 威遠王氏正骨医院
- 威遠大生医院康養センター